# Samuel Taylor Coleridge
Samuel Taylor Coleridge (Ottery St. Mary, 21. listopada 1772. – London, 25. srpnja 1834.), engleski književnik.
Pohađao je školu u Cambridgeu, koju napušta i bježi u vojsku, iz koje ga roditelji ubrzo iskupljuju. Nastavio je školovanja, te upozanje Roberta Southeya i s njim planira osnivanje utopističke zajednice u Americi (Pantisocratic community). Pod utjecajem je ideja Francuske revolucije i sve se više zanima za politiku i filozofiju, a poslije i za teologiju (ali je konačno, iako je počeo kao jakobinski revolucionar, završio kao konzervativac). 
U skladu s planom svoga utopijskog društva, ženi se Sarom Fricker, a Southney s njegovom sestrom, što je dobrim dijelom poslije unesrećilo Coleridgeov život. Lošeg zdravlja, razdiran između vlastitoga stvaralačkog nagona, obiteljskog života i nesigurnih suvremenih prilika, stalno se sukobljavao sa sobom i s okolinom. S mukom se izdržavao, surađujući s novinama, oviseći često posve o pomoći prijatelja. Sprijateljuje se s Wordsworthom, godine 1798. odlazi u Njemačku na nekoliko mjeseci kako bi naučio jezik. Godine 1804. putuje zbog astme na Maltu, gdje se zapošljava kao tajnik guvernera A. Balla, a zatim je u Rimu, gdje je upoznao L. Tiecka i A. Humboldta. Vraća se u Englesku 1806. godine, a njegovo imovno i zdravstveno stanje sve više se pogoršava: prekida dugogodišnje prijateljstvo s Wordsworthom, sve više uživa opijum, no njegov utjecaj na mlade sve više raste (Byron, Keats). Podlegao je bolesti, koja ga je cijelog života mučila, i opijumu, ne doživjevši veliku pobjedu svojih ideja, do koje su ubrzo doveli engleski romantičari. 
Bio je svestran i neprestano u letu za idejama, a djelovao je kao pjesnik, predavač, propovjednik, novinar, prevoditelj Schillerova "Wallensteina", teolog, kritičar i esejist, davši svemu - sputavan neprilikama i ometan bolešću - mnogo manje nego što je nosio u sebi. Najbolji je i najpoznatiji kao pjesnik triju izvrsnih pjesama: "Pjesma o starom mornaru", "Christabel" i "Kubla Khan". Po nekima on je najbolji književni kritičar što ga je Engleska ikada imala, čovjek koji je vratio dostojanstvo i dao težinu kritici, okrenuvši se pitanjima njene biti, metode i smisla. Izvršio je golem utjecaj na moderne kritičarske škole angloameričke književnosti. Njegova cjelokupna duhovna akcija težila je utopističkoj sintezi znanosti, umjetnosti, religije i politike.

## Djela
- "Robespierreov pad" (sa Southeyem)
- "Lirske balade" (s Wordsworthom)
- "Sibilsko lišće"
- "Biographia Literaria"
- "Ispovijesti ispitivačkog duha"
- "Kritika o Shakespereau"